# The Windmills of Your Mind
«The Windmills of Your Mind» (en español: Los molinos de tu pensamiento) es una canción compuesta por el músico francés Michel Legrand. La letra, en inglés, fue escrita por Alan y Marilyn Bergman, mientras que la letra en francés fue compuesta por Eddy Marnay ("Les moulins de mon cœur"). La canción (con letra en inglés) fue presentada en la película The Thomas Crown Affair, y ganó el Premio de la Academia a la Mejor Canción Original. En 2004, "Windmills of Your Mind" ocupó el puesto 57 en la encuesta 100 Years...100 Songs de AFI sobre las mejores canciones del cine estadounidense.

## Context
La cançó va ser originalment gravada en anglès pel cantant britànic Noel Harrison, el 1968, i inclosa en la pel·lícula The Thomas Crown Affair, d'aquest mateix any, dirigida per Norman Jewison. Les dues primeres línies melòdiques van ser preses del segon moviment de la Simfonia per a violí, viola i orquestra, de Mozart. D'acord amb Alan Bergman, és a dir, Alan i Marilyn Bergman:
"Michel [Legrand] ens va tocar set o vuit melodies. Les escoltem totes i decidim esperar fins al dia següent per triar-ne una. Tots tres ens vam decidir per la mateixa, una llarga melodia barroca. . . La lletra que escrivim era un flux de consciència. Sentim que la cançó havia de ser algun tipus de viatge mental" - Quan vam acabar vam dir: 'Com anomenem això? Ha de tenir un títol. Aquesta línia és una cosa interessant'. Així que reestructurem la cançó perquè la línia aparegués novament al final. Va sortir del cos de la cançó. Crec que estàvem pensant, saps quan intentes quedar-te adormit a la nit i no pots apagar el teu cervell? i els pensaments i records cauen
El tema va arribar al lloc Nº 8 de l'UK Singles Chart, i va ser guardonat amb el premi Óscar a la millor cançó original de 1968.
La cançó ha estat interpretada per diversos artistes al llarg dels anys, com - entre altres - el mateix Legrand, Stelvio Cipriani, Henry Mancini, Paul Mauriat, Petula Clark, Barbra Streisand, José Feliciano, Dusty Springfield, en el seu llorejat àlbum Dusty In Memphis, Alison Moyet, Swing Out Sister, Kiri Te Kanawa, el grup de rock psicodèlic Vanilla Fudge, l' actriu Eva Mendes, Martín Zarzar o Sting, la versió del qual es va utilitzar al remake del 1999 de The Thomas Crown Affair .

## Premis Óscar
Va ser després del llançament al Regne Unit quan "The Windmills of Your Mind" va rebre una nominació al Premi de l'Acadèmia el 24 de febrer de 1969: el senzill de Harrison va debutar al lloc 36 del Top 50 del Regne Unit el 4 de març de 1969 i havia pujat al lloc 15, instigat per Actuacions de Harrison en l'emissió del 27 de març de 1969 de Top of the Pops i també en programes de varietats presentats per Rolf Harris i Scott Walker, quan la cançó va guanyar el Premi de la Acadèmia el 14 d'abril del 1969, un suport que va facilitar l'entrada al Top Ten del senzill de Harrison. a les llistes del Regne Unit amb data del 22 d'abril de 1969 i el seu bec a les llistes del lloc 8 es va produir dues setmanes després.
"Els molins de vent de la teva ment" va ser interpretada a la cerimònia dels Premis de l'Acadèmia transmesa el 14 d'abril de 1969 per José Feliciano; Noel Harrison recordaria: "Em van convidar a cantar-la als Premis de l'Acadèmia... però estava fent una pel·lícula a Anglaterra en aquell moment, i el productor (a qui no li agradava) es va negar a deixar-me anar". La pel·lícula que va provocar el conflicte de programació ha estat identificada com a Take a Girl Like You, dirigida per Jonathan Miller.

## Versió de José Feliciano
" The Windmills of Your Mind " va ser gravada per José Feliciano per al seu àlbum 10 to 23 de 1969, i Feliciano va interpretar la cançó en la transmissió de la cerimònia dels Premis de l'Acadèmia el 14 d'abril de 1969. El cantant original de la cançó, Noel Harrison, pensaria més tard sobre la interpretació de Feliciano. : "Un músic meravellós i un cantant convincent, en la meva humil opinió, va ser massa lliure amb la bella melodia. Però això és jazz". Va ser la versió de Felicià de "The Windmills" la que es va convertir en un èxit als Països Baixos, aconseguint el lloc 11 a la llista holandesa el novembre de 1969 i el lloc 4 al hit parade turc a l'abril de 1970